# クレセント (旅客列車)
クレセント（Crescent）はアメリカ合衆国のサザン鉄道が、 ニューヨーク州ニューヨークとルイジアナ州ニューオーリンズを結んで運行していた列車で、現在もアムトラックにより運行されている長距離列車である。

## 概要
ニューヨーク〜ワシントンD.C.間はペンシルバニア鉄道（Pennsylvania Railroad、略称PRR）が運行した。1950年代初頭に車両が流線型化され、1954年からは、サンセット・リミテッドを介し、カリフォルニア州ロサンゼルスに直通する寝台車が連結された。同区間には座席車を中心としたサザナー（Southerner）も運行された。
1971年の全米鉄道旅客輸送公社・アムトラックの発足に際し、クレセントはサザン鉄道が引き続き運行したが、1979年からはアムトラックが運行を継承、現在は毎日運行されている。

## 歴史
- 1830年 クレセント運行開始
- 1954年 カリフォルニア州ロサンゼルスに直通する寝台車連結開始
- 1979年 アムトラックが運行を継承

### 1968年4月9日の編成
- ニューヨーク発ニューオーリンズ行き・ワシントン出発時の編成である。

| 使用車両 | 車両愛称・形式      | 車種                                                               |
| -------- | ------------------- | ------------------------------------------------------------------ |
| SOU6913  | E8Aディーゼル機関車 | ディーゼル機関車                                                   |
| SOU2924  | E8Aディーゼル機関車 | ディーゼル機関車                                                   |
| SOU2920  | E7Aディーゼル機関車 | ディーゼル機関車                                                   |
| SOU1750  | DECATUR             | バゲージ・メールストレージ（荷物・郵便車）                         |
| SOU837   |                     | コーチ（座席）                                                     |
| SOU3399  |                     | コーチ                                                             |
| SOU3789  |                     | コーチ                                                             |
| SOU815   |                     | コーチ                                                             |
| SOU821   |                     | コーチ                                                             |
| SOU2010  | RAPIDAN RIVER       | 寝台車（10ルーメット・6ダブルベッドルーム）                        |
| SOU3307  |                     | ダイニング                                                         |
| SOU2023  | WARRIOR RIVER       | 寝台車（10ルーメット・6ダブルベッドルーム）                        |
| PRR8355  | PATAPSCO RIVER      | 寝台車（10ルーメット・6ダブルベッドルーム）                        |
| SOU2353  | CRESCENT SHORES     | 寝台（1マスタールーム・2ドーロゥイングルーム）・ビッフェラウンジ車 |
| SOU2019  | TUGALO RIVER        | 寝台車（10ルーメット・6ダブルベッドルーム）                        |
| SOU      | CAROLINA            | ビジネスカー                                                       |
| SOU      | VIRGINIA            | ビジネスカー                                                       |

## 停車駅

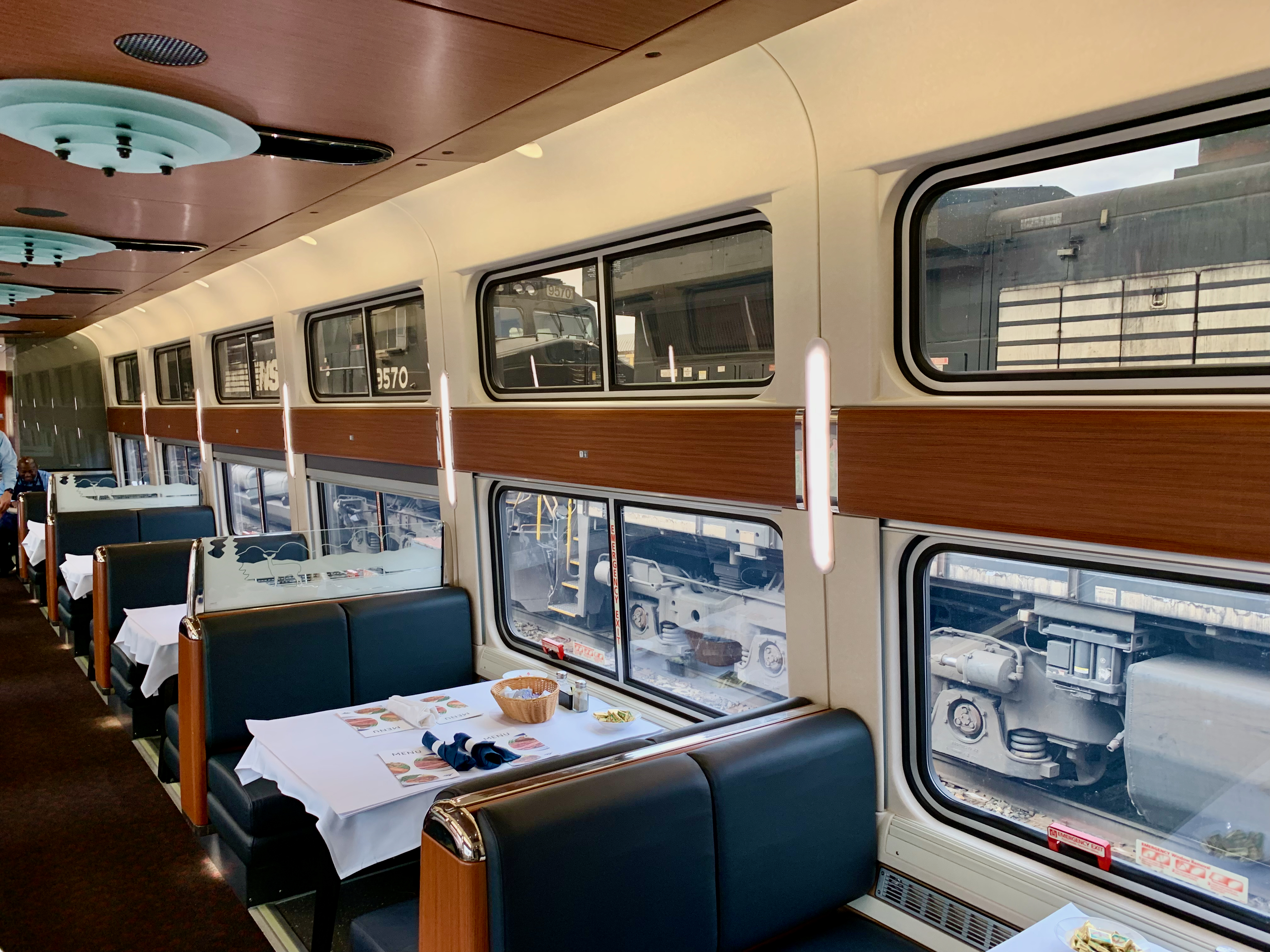
食堂車

- ペンシルベニア駅 (ニューヨーク)
- ペンシルベニア駅 (ニューアーク)
- トレントン (ニュージャージー州)
- 30丁目駅（フィラデルフィア）
- ウィルミントン (デラウェア州)
- ペンシルベニア駅 (ボルチモア)
- ユニオン駅 (ワシントンD.C.)
- ユニオン駅 (アレクサンドリア)
- マナサス駅
- カルペパー駅
- シャーロッツビル駅
- リンチバーグ駅
- ダンビル駅
- J・ダグラス・ゲイロン・デポ
- ハイポイント駅
- ソールズベリー駅 (ノースカロライナ州)
- シャーロット駅 (アムトラック)
- ガストニア駅
- スパータンバーグ駅
- グリーンビル駅 (サウスカロライナ州)
- クレムソン駅
- トコア駅
- ゲインズビル駅 (ジョージア州)
- ピーチツリー駅
- アニストン駅
- バーミングハム駅 (アラバマ州)
- タスカルーサ駅
- ユニオン駅 (メリディアン)
- ローレル駅 (ミシシッピ州)
- ハッティズバーグ駅
- ピカユーン駅
- スライデル駅
- ニューオリンズ・ユニオン駅